# Джеремі Агбоніфо
Джеремі Носахаре Агбоніфо (швед. Jeremy Nosakhare Agbonifo, нар. 24 жовтня 2005, Гетеборг, Швеція) — шведський футболіст нігерійського походження, нападник клубу «Геккен».
На правах оренди грає у французькому «Лансі».

## Ігрова кар'єра

### Клубна
Джеремі Агбоніфо народився у місті Гетеборг і є вихованцем місцевого клубу «Геккен». У 2021 році футболіст був на перегляді в італійських клубах СПАЛ та «Аталанта». Також зацікавленість у послугах нападника виявляв французький «Марсель». Та сам футболіст перейшов до португальського «Порто», де в складі молодіжної команди ставав переможцем національного чемпіонату та брав участь у Юнацькій лізі.
В червні 2023 року Агбоніфо повернувся до Швеції і деякий час тренувався у складі «Гетеборга». Його перехід до «Лечче» влітку того року не відбувся через фінансові негаразди італійського клуба.
В лютому 2024 року Агбоніфо підписав контракт на два з половиною роки з «Геккеном». 20 липня у матчі с «Вернаму» нападник дебютував в Аллсвенскан. В складі «Геккена» нападник брав участь у матчах Ліги конференцій сезону 2024/25. В січні 2025 року Агбоніфо перейшов до французького «Ланса» на правах оренди до кінця сезону з правом подальшого викупу контракту.

### Збірна
В листопаді 2024 Агбоніфо дебютував у складі молодіжної збірної Швеції.